# Bauministerium
Bauministerium oder Bautenministerium nennt man ein Ministerium, das sich um die Agenden des Bauwesens kümmert und für die Baupolitik zuständig ist.

## Gegenwärtige Ministerien
- Deutschland: Bundesministerium für Wohnen, Stadtentwicklung und Bauwesen (→siehe auch Liste der deutschen Bauminister)
- Vereinigte Staaten: Ministerium für Wohnungsbau und Stadtentwicklung der Vereinigten Staaten

## Historische Ministerien
- Deutschland: (→siehe auch Bundesbauminister)
  - von 1949 bis 1998 / seit 2021: Bundesbauministerium
  - von 1998 bis 2013: Bundesministerium für Verkehr und Bau
  - von 2013 bis 2018: Bundesministerium für Umwelt, Naturschutz, Bau und Reaktorsicherheit
  - von 2018 bis 2021: Bundesministerium des Innern, für Bau und Heimat
- Österreich: Bundesministerium für Bauten und Technik, bis 1987 (davor: Staatsamt für öffentliche Bauten)
- Japan: Bauministerium  von 1948 bis 2001
- Litauische SSR: Bauministerium der Litauischen SSR
- Litauen: Ministerium für Bau und Urbanistik der Republik Litauen
- Niederlande: Ministerie van Wederopbouw (Wohnungswesen, Raumordnung und Umweltschutz), seit 1946, seit 2010 mit Verkehrs- und Wasserwirtschaft als Infrastrukturministerium Ministerie van Infrastructuur en Waterstaat – IenM